# سیارک ۱۶۹۹۹
سیارک ۱۶۹۹۹ (به انگلیسی: 16999 Ajstewart، نامگذاری:1999CE47) شانزده هزار و نهصد و نود و نهمین سیارک کشف شده‌است که در ۱۰ فوریه ۱۹۹۹ کشف شد.
قدر مطلق سیارک برابر ۱۷.۸ است.